# Plankalkül
Il Plankalkül (in tedesco: "piano di calcolo") è un linguaggio di programmazione sviluppato per applicazioni ingegneristiche da Konrad Zuse. Si pensa che Zuse progettò il linguaggio fra il 1942 e il 1946 ma non lo pubblicò per una serie di fattori fra cui i problemi derivanti dalla seconda guerra mondiale (il governo nazista si rifiutò di sovvenzionare i progetti di Zuse in quanto la loro realizzazione, secondo i calcoli del Reich, avrebbe richiesto più tempo di quello che il governo tedesco contava di impiegare prima della fine della guerra) ed il fatto che Zuse si concentrò piuttosto nella commercializzazione dello Z3 e dei suoi successori.
Alla fine il Plankalkül venne pubblicato solo nel 1972 ed il primo compilatore venne implementato nel 2000 presso la Technische Universität Berlin, cinque anni dopo la morte di Zuse.
Zuse sostenne che il Plankalkül fosse stato il primo linguaggio ad alto livello mai progettato. Esso conteneva istruzioni di assegnamento, subroutine, salti condizionali, istruzioni di iterazione, istruzioni per il calcolo in virgola mobile, array, record, asserzioni, gestione delle eccezioni ed altre sofisticate caratteristiche. Se le affermazioni di Zuse fossero fondate, in effetti il Plankalkül sarebbe stato il primo linguaggio ad alto livello ad essere stato concepito, il primo linguaggio di programmazione moderno a situarsi al di sopra delle vecchie tecniche di programmazione in cui le istruzioni venivano inserite utilizzando interruttori, connettori ed altri sistemi manuali o il semplice assembly.